# 50 Cent Is the Future
50 Cent Is the Future — первый официальный микстейп американской хип-хоп-группы G-Unit, в состав которой входят рэперы 50 Cent, Lloyd Banks и Tony Yayo. На обложке альбома они расположены слева направо. Микстейп был записан после неизданного альбома 50 Cent — Power of the Dollar. Запись происходила в Канаде. По версии журнала XXL этот микстейп стал самым лучшим за всё время.
Сайт, занимающийся распространением микстейпов DatPiff присвоил ему золотой статус (присваивается после 100 000 скачиваний). На май 2015 года количество скачиваний микстейпа с этого сайта превысило 112 тысяч.
Микстейп занял шестое место в списке «Top Ten Mixtape List Of All Time» (рус. 10 лучших микстейпов за всё время), который составил журнал XXL и первое место в списке «The 50 Best Rapper Mixtapes» (рус. 50 лучших рэп-микстейпов) от журнала Complex.
Помимо этого, журнал Complex в списке 100 лучших альбомов десятилетия поставил этот микстейп на 51-е место, посчитав его лучше многих студийных альбомов.
В 2012 году по случаю десятилетней годовщины выпуска этого микстейпа 50 Cent выпустил микстейп The Big 10. Во время освещения этой новости Marc Hogan из журнала Spin назвал 50 Cent Is the Future по-прежнему лучшим микстейпом 2002 года.

## Список композиций
- В скобках рядом с названием указаны исполнители.

| №  | Название                                                               | Длительность | Семплы                                                  |
| -- | ---------------------------------------------------------------------- | ------------ | ------------------------------------------------------- |
| 1  | «U Should Be Here» (G-Unit)                                            | 3:33         | «Be Here» (Рафаэл Садик при участии D’Angelo)           |
| 2  | «Bump dat Street Mix» (50 Cent и Tony Yayo)                            | 3:06         | «Bump Dat» (Mobb Deep)                                  |
| 3  | «The Banks Workout» (50 Cent и Lloyd Banks)                            | 4:01         | «Lyrical Exercise» (Jay-Z)                              |
| 4  | «Whoo Kid/Kay Slay Shit» (50 Cent)                                     | 2:33         | «Crawlin’» (Mobb Deep)                                  |
| 5  | «50 Cent Just Fucking Around» (50 Cent)                                | 2:12         | «What You Want» (Mase при участии Total)                |
| 6  | «G-Unit Soldiers» (G-Unit)                                             | 3:06         | «Losin’ Weight» (Cam’ron при участии Prodigy)           |
| 7  | «Got Me a Bottle» (50 Cent и Lloyd Banks)                              | 2:52         | «Got Me a Model» (R.L. (Next) при участии Erick Sermon) |
| 8  | «Tony Yayo Explosion» (50 Cent и Tony Yayo)                            | 2:45         | «Eye for a Eye (Your Beef Is Mines)» (Mobb Deep)        |
| 9  | «Clue/50» (50 Cent)                                                    | 1:30         |                                                         |
| 10 | «A Lil Bit of Everything U.T.P.» (G-Unit при участии UTP и Young Buck) | 4:09         |                                                         |
| 11 | «Cut Master C Shit» (50 Cent)                                          | 2:56         | «No Nuts, No Glory» (Geto Boys)                         |
| 12 | «Call Me» (50 Cent и Tony Yayo)                                        | 3:03         | «Call Me» (Tweet)                                       |
| 13 | «50/Banks» (50 Cent и Lloyd Banks)                                     | 2:45         | «They Ain’t Ready» (Ruff Ryders)                        |
| 14 | «Surrounded by Hoes» (50 Cent)                                         | 2:10         | «Round & Round» (Jonell)                                |
| 15 | «G-Unit That’s What’s Up» (G-Unit)                                     | 4:13         | «Y’all Been Warned» (Wu-Tang Clan)                      |
| 16 | «Bad News» (G-Unit)                                                    | 4:33         | «Good To You» — (Talib Kweli)                           |

## Позиции в чартах
| Чарт (2004)        | Высшая позиция |
| ------------------ | -------------- |
| UK Top 75 Albums   | 65             |
| Swiss Albums Chart | 59             |